# Poldhu
Poldhu (en còrnic Polldu) és un petit indret situat a l'oest de la península de Lizardal al sud de Cornualla, Regne Unit. L'indret és famós per haver estat el punt de partida, escollit per Guglielmo Marconi, de la primera transmissió telegràfica a través de l'Atlàntic, el 12 de desembre de 1901. L'estació receptora es va situar en un turó a l'est de Terranova, al Canadà, ara anomenada Signal Hill.
La platja de Poldhu es va farcir de mines durant la Segona Guerra Mundial per evitar qualsevol intent d'aterratge per part de la Força Aèria Alemanya. Com a resultat desafortunat, el 24 d'abril de 1943, Mair Myfannwy Richards i Reginald Thomas Smith, membres de la Reserva de Voluntaris de la Royal Air Force, van morir quan Mair va trepitjar una mina sense marcar.
El gener de 2016 Poldhu Cove es va omplir amb milers d'ampolles de plàstic de color rosa, portades a la platja amb les successives marees. El National Trust va concloure que un contenidor havia caigut al mar per la borda des d'un vaixell de càrrega durant una tempesta.

## Estació de Poldhu

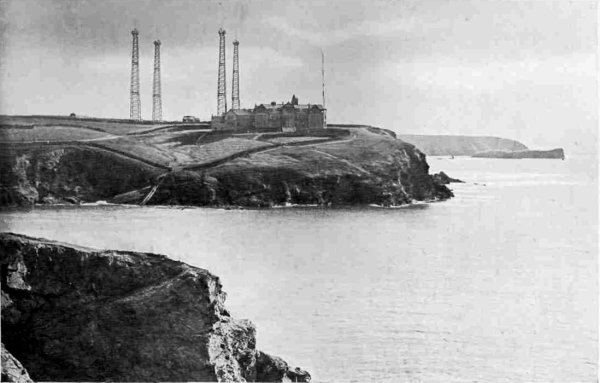
Imatge de 1910 de l'estació de Poldhu.

L'indret és famós per ser el lloc on es va instal·lar el transmissor que va servir per enviar la primera transmissió telegràfica sense fils fins a l'estació de Signal Hill a Terranova, Canadà. L'estació es va construir en part sobre pastures de penya-segats que havien estat tancades el 1871 i en part sobre camps pertanyents a l'assentament proper d'Angrouse. La parcel·la de 200.000 m2 es va comprar l'any 1900 i les obres van durar des de l'octubre de 1900 fins al gener de 1901. Durant les feines d'acondicionament del terreny es van aplanar dos túmuls de l'edat del bronze i es van recuperar un punyal i una urna de bronze.
Per dissenyar el transmissor d'espurna, el primer transmissor de ràdio d'alta potència del món, Marconi va contractar el professor John Ambrose Fleming del University College de Londres. L'antena circular original de vint pals va ser destruïda en una tempesta el 17 de setembre de 1901. Marconi va construir precipitadament una antena temporal de 50 cables suspesos en forma de ventilador d'un cable entre dos pals de 61 m. Fleming va estimar que la potència del transmissor era d'uns 10-12 kW. La freqüència utilitzada no es coneix amb precisió, ja que Marconi no mesurava ni la longitud d'ona ni la freqüència, però estava entre 166 i 984 kHz, probablement al voltant de 500 kHz. Després de l'experiment, el disseny del pal original no es va reconstruir, es va substituir per un disseny de quatre pals, de 66 m d'alçada i formant un quadrat de 61 m.
Més tard Marconiva utilitzar el lloc per als seus experiments d'ona curta, amb transmissions de Charles Samuel Franklin a Marconi al iot "Elettra", a les illes de Cap Verd el 1923 i a Beirut el 1924. Els resultats innovadors d'aquests experiments van donar lloc ràpidament al desenvolupament del servei sense fils Beam per a l'oficina general de correus britànica. El servei es va obrir des de l'estació de Bodmin Beam fins al Canadà el 25 d'octubre de 1926, des de la "Tetney Beam Station". A Austràlia el 8 d'abril de 1927, des de la "Bodmin Beam Station". A Sud-àfrica el 5 de juliol de 1927, a l'Índia el 6 de setembre de 1927 i poc després a l'Argentina, el Brasil i els Estats Units d'Amèrica.
L'estació va tancar el 1934 i va ser enderrocada el 1937. el mateix any es van cedir 24.000 m2 al National Trust i la resta es va afegir el 1960. El lloc té un pilar monumental de pedra, erigit el novembre de 1937 per l'empresa britànica Marconi, i un seguit de fonaments de formigó i estructures de superfícies que encara es conserven. L'any 2001 a prop del lloc es va obrir el Centre Marconi, un museu i edifici de reunions, gràcies als esforços del Poldhu Amateur Radio Club, el National Trust i Marconi Communications.

## Cultura popular
Al conteEl peu del diable d'Arthur Conan Doyle del 1910, Sherlock Holmes i el doctor Watson s'allotgen "junts en una petita cabana prop de la badia de Poldhu".
En el primer episodi de la sèrie japonesa Miss Sherlock de 2018, "Poldhu" és el nom d'una marca de dispositius de telemetria mèdica sense fils en forma de càpsula que l'usuari pot empassar-se.